# Gorzka plamistość podskórna jabłek

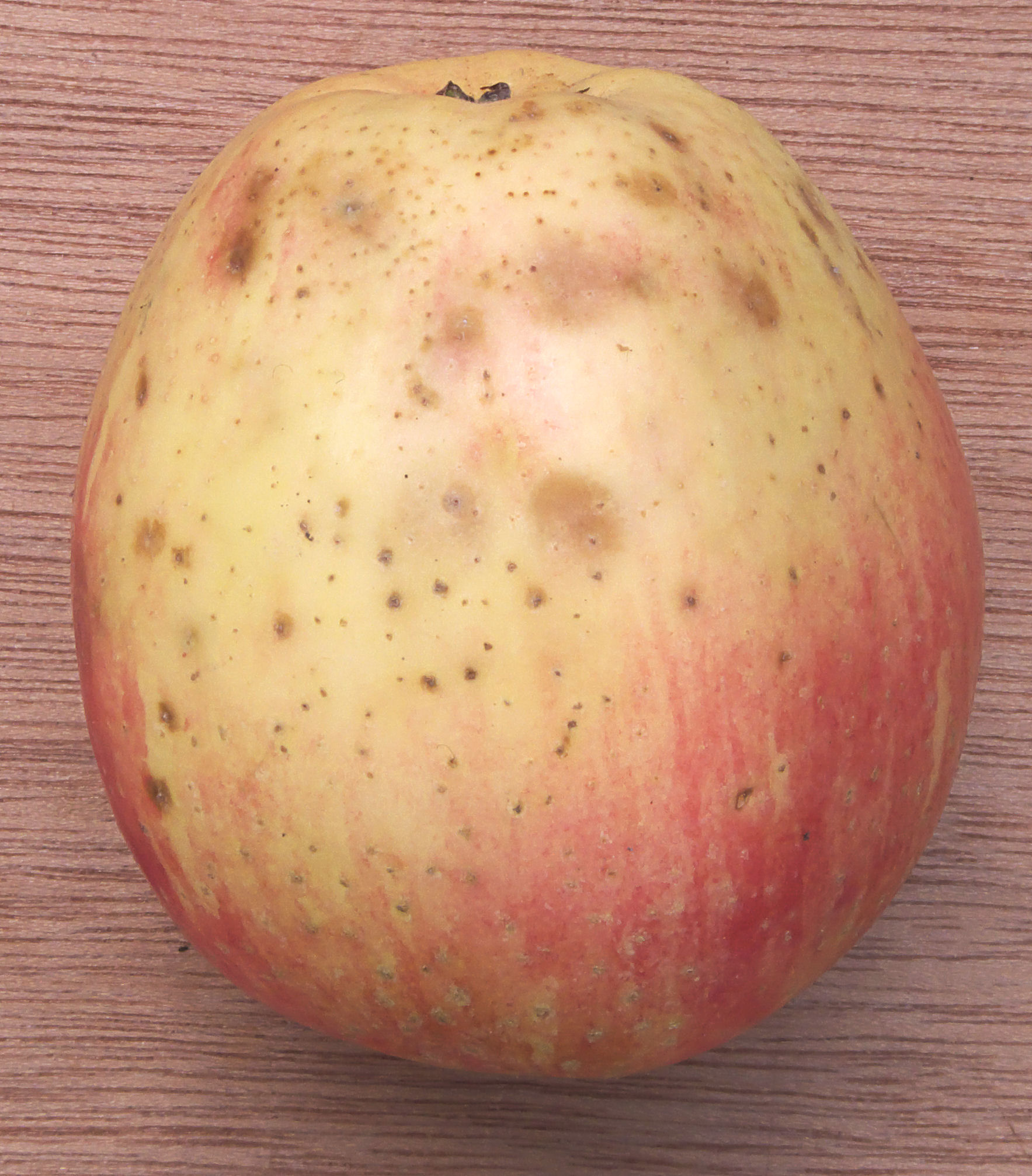
Objawy na skórce

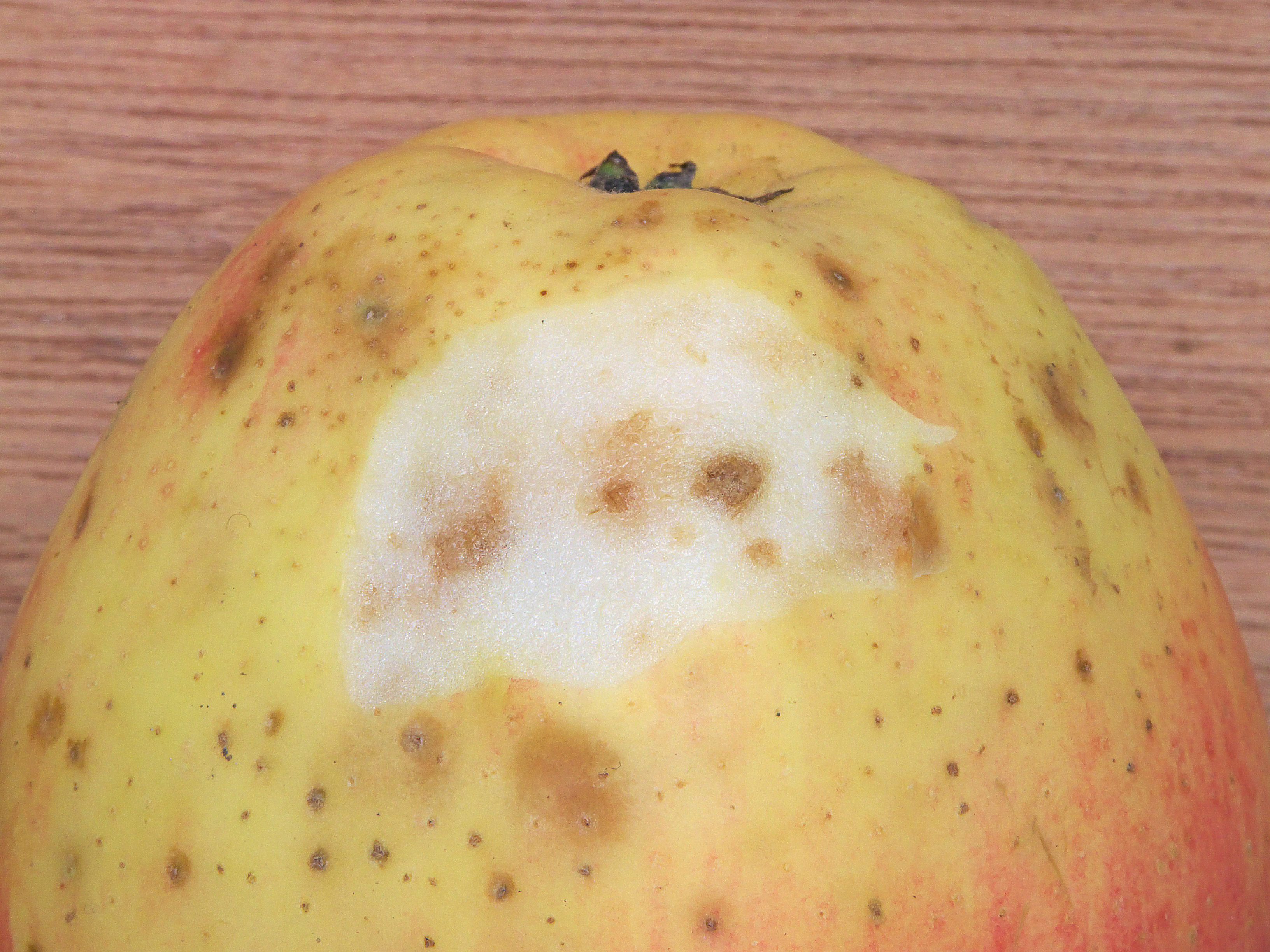
Objawy pod skórką

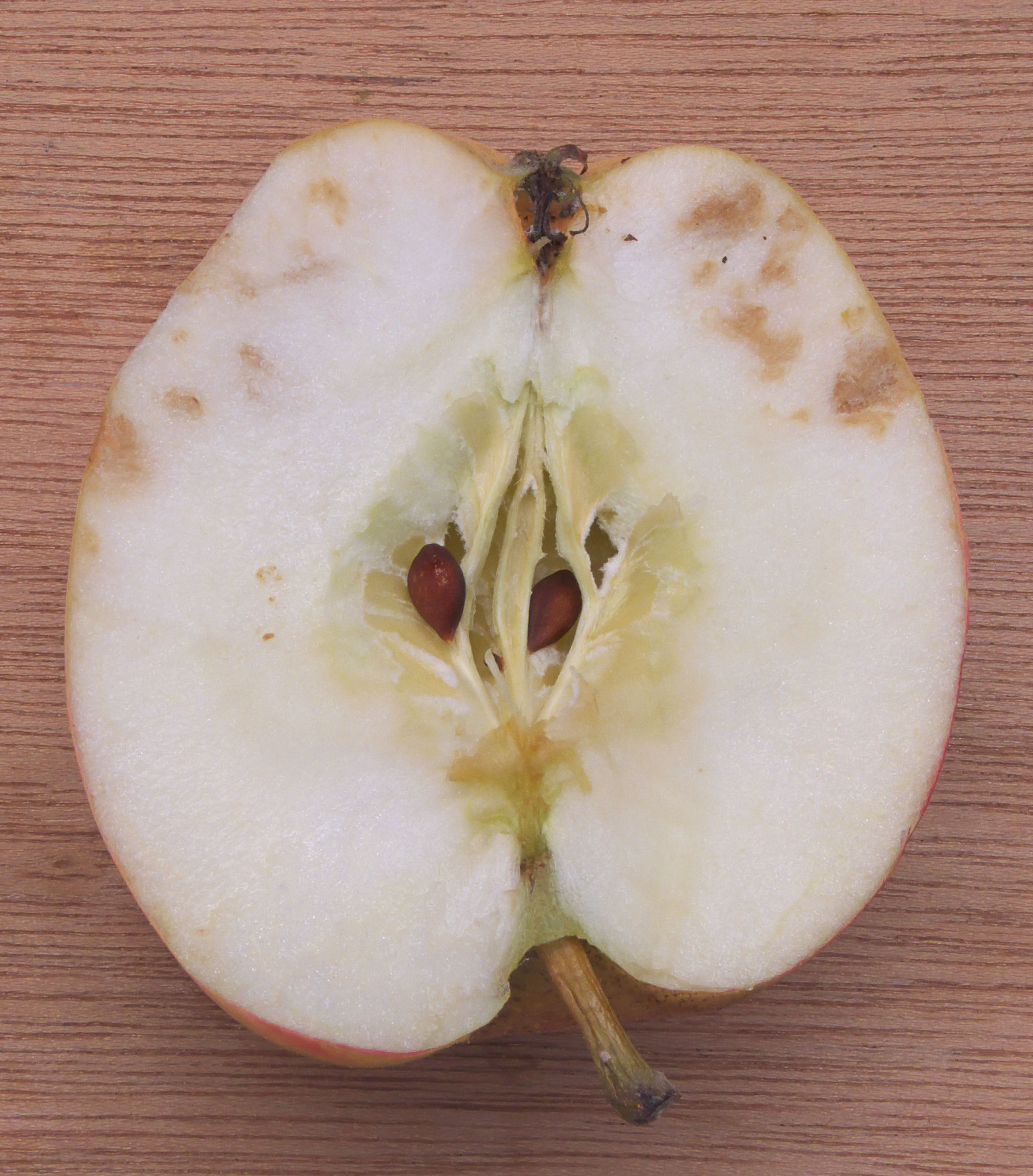
Objawy w miąższu

Gorzka plamistość podskórna – nieinfekcyjna choroba roślin występująca głównie na jabłkach, rzadziej na gruszkach i owocach pigwy.

## Objawy
Pierwsze widoczne objawy mogą się pojawić jeszcze przed zbiorem owoców. Mają postać występujących na skórce jabłek ciemnozielonych plamek o średnicy do 5 mm. Zazwyczaj jednak plamki pojawiają się dopiero podczas przechowywania owoców, i ich ilość rośnie w marę upływu czasu. Plamki stopniowo powiększają się i stają się brunatne. Miąższ jabłek pod plamkami staje się gąbczasty, potem wysycha i zamiera. W smaku jest gorzki. Zazwyczaj miąższ zmienia się i gorzknieje do głębokości 5 mm pod plamkami, czasami jednak porażeniu ulegają także głębsze jego partie, w miejscach, w których na skórce jabłek nie występują plamki.

## Przyczyny
Choroba spowodowana jest zaburzeniem równowagi między ilością wapnia, magnezu i potasu w jabłkach, a konkretnie zbyt małą ilością wapnia. Badania wykazały, że ilość wapnia w liściach jabłoni, z których pochodzą jabłka z tą chorobą, jest prawidłowa. Uważa się, że przyczyną są złe warunki glebowe w sadzie; zbyt kwaśne i ciężkie gleby oraz zła pogoda (zimne i deszczowe lato).

## Zapobieganie
W sadach, w których występuje ta choroba zaleca się opryskiwanie jabłoni roztworem chlorku wapnia o stężeniu 0,5–0,8%. Należy je wykonać 6-8 razy w okresie od czerwca do zbiorów. Zawarty w roztworze wapń wykazuje także inne pozytywne działanie; ogranicza rozwój chorób grzybowych oraz hamuje oddychanie jabłek, przedłużając ich świeżość. Pomocniczą rolę spełniają także inne zabiegi: cięcie letnie konarów, zbiór owoców w odpowiednim terminie i odpowiednie nawożenie innymi pierwiastkami (N,P,K oraz Mg).
W Australii i Nowej Zelandii, gdzie choroba ta stanowi poważny problem, wypróbowano i dopuszczono do stosowania inną metodę skutecznego zapobiegania jej; jabłka po zbiorze moczy się przez 36 godzin w roztworze chlorku wapnia.